# 2605 Sahade
2605 Sahade (1974 QA) là một tiểu hành tinh vành đai chính được phát hiện ngày 16 tháng 8 năm 1974 bởi Felix Aguilar Observatory ở El Leoncito.